# Milton Ramos
Milton Alain Ramos Meza (Hialeah, 26 de octubre de 1995) es un beisbolista estadounidense que juega como campocorto en la organización de Baltimore Orioles para las Ligas Menores de Béisbol y la Selección de béisbol de Colombia

## Carrera en Ligas Menores
Entre 2014 y 2017 perteneció a la organización de New York Mets en ligas menores donde disputó un total de 269 juegos anotando 95 carreras, 220 hits y 109 carreras impulsadas para un promedio de bateo .242 AVG. En 2017 pasó a la organización de los Baltimore Orioles en ligas menores para Delmarva Shorebirds en la South Atlantic League en Clase A disputando 48 juegos donde anotó 16 carreras, 43 hits, 7 dobles, 2 jonrones, 17 carreras impulsadas subiendo a la Clase A Media (A-) con Aberdeen IronBirds en la New York-Pennsylvania League para la temporada 2018 donde anotó 8 carreras, 28 hits, 7 dobles, 1 jonrón, 9 carreras impulsadas y un promedio de bateo 0.241 AVG.

## Copa Mundial Sub-23
En 2018 disputó ocho juegos con la Selección de béisbol de Colombia donde anotó 5 carreras, 11 hits, 5 dobles, 6 carreras impulsadas para un promedio de bateo de .333 AVG .

## Estadísticas de bateo en Colombia
| Año     | Equipo                   | Liga | VB | C | Hits | HR | CI | BA   | BR |
| ------- | ------------------------ | ---- | -- | - | ---- | -- | -- | ---- | -- |
| 2014/15 | Caimanes de Barranquilla | LCBP | 18 | 4 | 2    | 0  | 0  | .111 | 1  |
| 2015/16 | Tigres de Cartagena      | LCBP | 12 | 1 | 5    | 0  | 1  | .417 | 0  |
| 2018/19 | Caimanes de Barranquilla | LCBP |    |   |      |    |    |      |    |
| Total   |                          |      | 30 | 5 | 7    | 0  | 1  | .233 | 1  |

## Logros
- Liga Colombiana de Béisbol Profesional:
  - Subcampeón: 2014/15 con Caimanes de Barranquilla

- Juegos Bolivarianos:
  -  Medalla de oro: 2017.